# Mahabalipuram
Mahabalipuram (tàmil: மகாபலிபுரம்) o Mamallapuram (tàmil: மாமல்லபுரம்) és una població situada a la costa de llevant de l'Índia, al sud de Chennai, la capital de l'estat de Tamil Nadu, al qual pertany, dins el districte de Kancheepuram. La seva importància rau en el conjunt de monuments de l'època dels Pallava, declarat Patrimoni de la Humanitat per la UNESCO el 1984, que són les restes arqueològiques més importants del sud de l'Índia, conjunt conegut com Set Pagodes o Seven Pagodas. Consta al cens del 2001 amb 12.049 habitants.

## Història
La ciutat fou el port de mar de la capital del regne de la dinastia Pallava, Kanchipuram. Hom troba referències indirectes d'aquest lloc des de l'antiguitat: Ptolemeu en parla, i s'hi han trobat monedes d'època romana. Però fou sota els Pallava (que van governar al sud de l'Índia entre els segles VI i IX) que la ciutat va tenir un important desenvolupament, sobretot a partir del segle vii, quan es van aixecar els monuments de granit que encara s'hi conserven; les construccions anteriors pràcticament han desaparegut del tot. Hauria agafat el nom del rei pallava Narasimhavarman I (Mamalla).

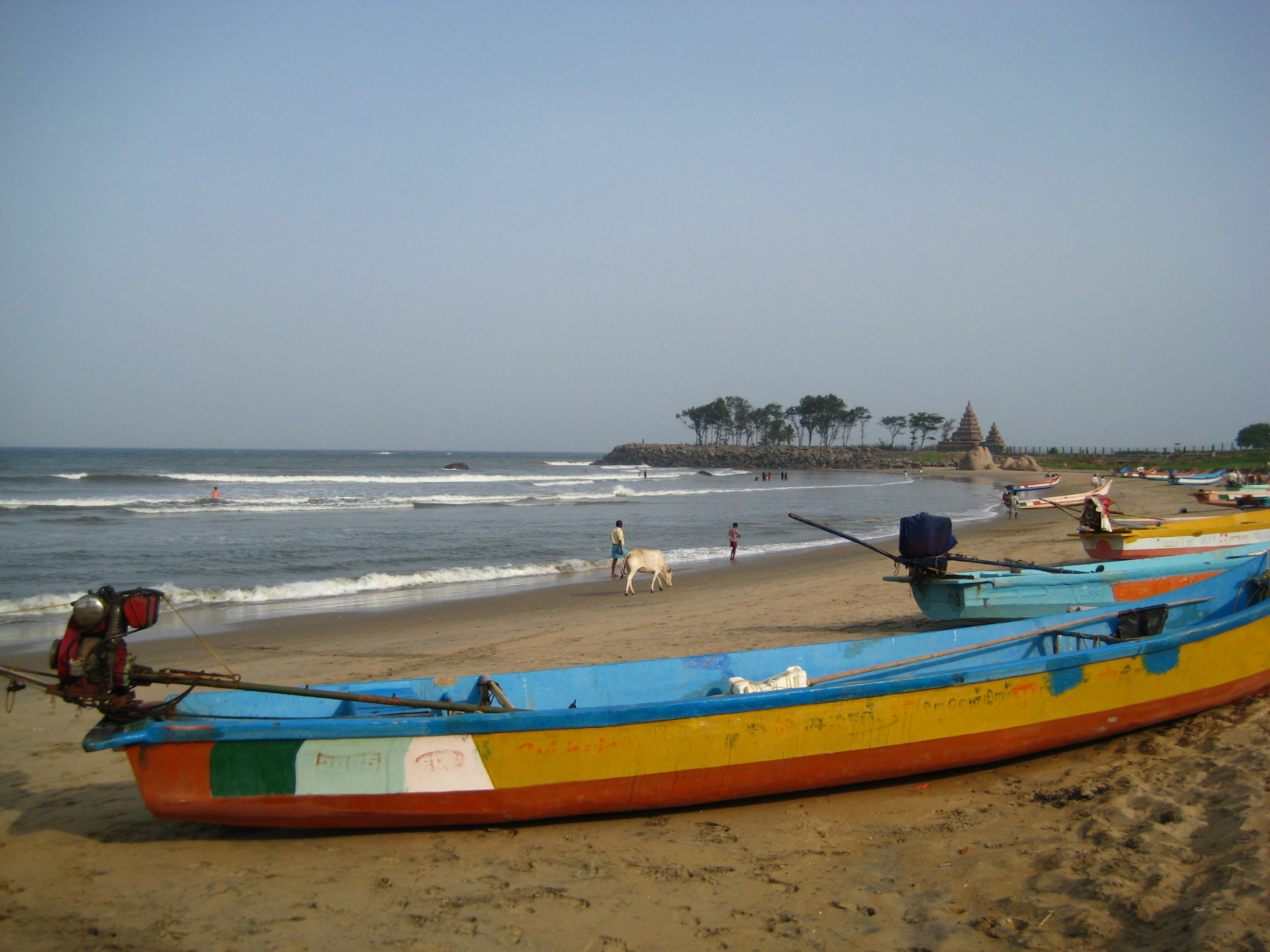
Costa a Mamallapuram amb temple de fons

A conseqüència del tsunami que va afectar aquestes costes el 26 de desembre de 2004 es van posar al descobert algunes estructures que fins llavors eren desconegudes, com ara un possible port i restes d'un antic temple de totxo, precursor dels actuals.

## Les antigues construccions
Al costat de la població actual es troben construccions de tipus ben divers, com ara els temples cova excavats directament a la roca amb columnes i decorats amb relleus, els petits temples monolítics coneguts com a rathes, aixecats cap al segle VII imitant les estructures que fins llavors s'havien fet amb materials peribles, els relleus monumentals i els temples aixecats amb carreus de la mateixa època que els monolítics, però que constitueixen un avenç important en la tècnica constructiva.
| Cova d'Adivaraha                 | Dedicada a Vixnu. Buidada a la roca, amb relleus                                                          |  |
| Cova dels Cinc Pandaves          | Inacabada i sense decoració                                                                               |  |
| Cova de Mahishasura Mardini      | Amb dos esplèndids relleus, el primer dedicat a Mahishasura Mardini i el segon a Vixnu                    |  |
| Cova de Varaha                   | Monolítica i excavada a la roca. Dedicada a Vixnu, amb relleus                                            |  |
| Els Cinc Rathes, o Pancha Rathes | Conjunt format per cinc temples monolítics: Drupadi, Arjuna, Bhima, Dharmaraja i Sahadeva                 |  |
| Ratha de Ganesha                 | De planta rectangular                                                                                     |  |
| Ratha inacabat                   | La construcció només està començada i permet entreveure la tècnica constructiva d'aquesta mena d'edificis |  |
| Relleu de la Penitència d'Arjuna | De grans dimensions i conegut també com la Baixada a la Terra del riu Ganges                              |  |
| Relleu de Krishna                | Sota un mandapa que es va aixecar més tard                                                                |  |
| Temple de la Costa               | Construït amb carreus                                                                                     |  |

## Galeria

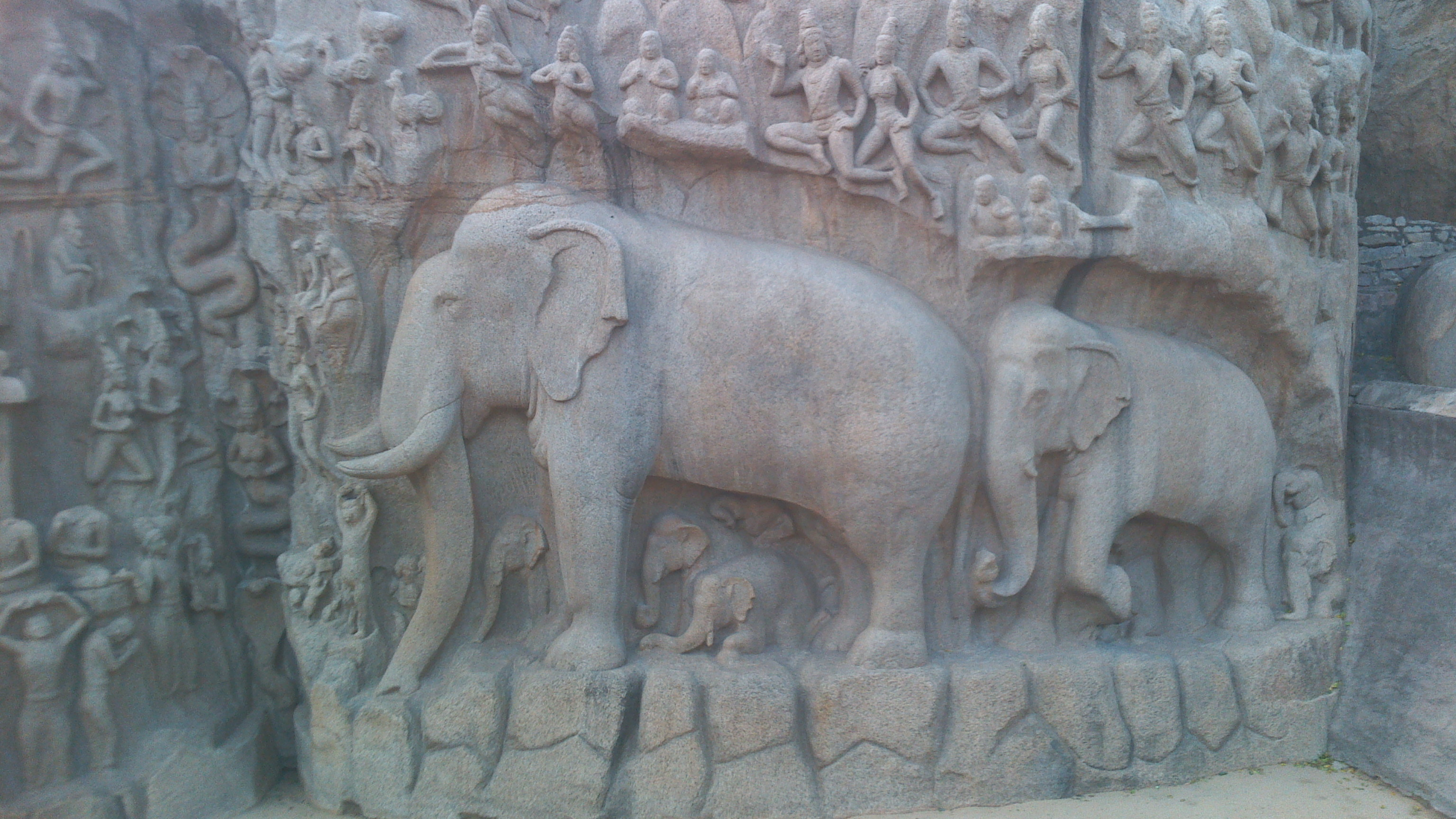
Gravats a la roca
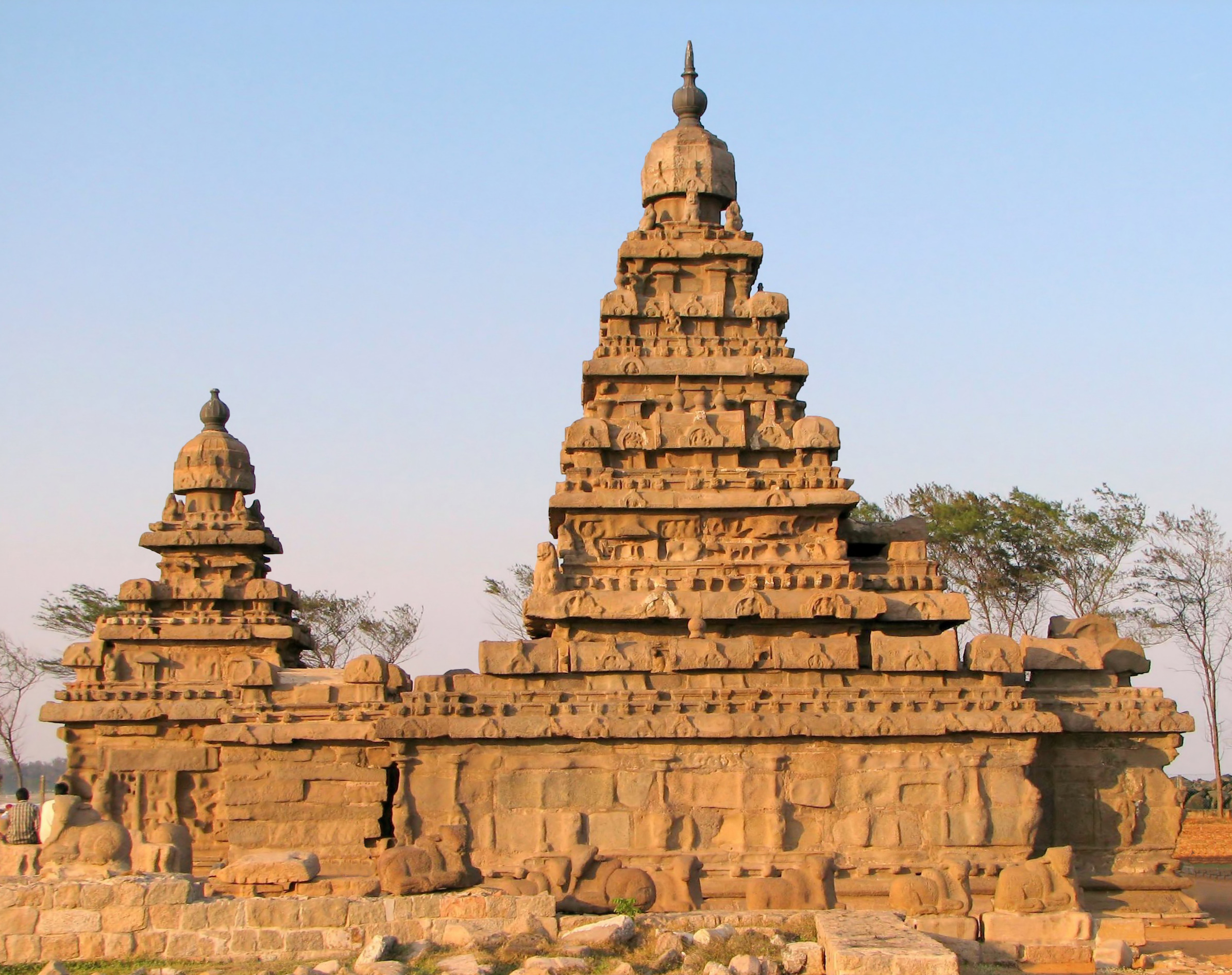
Temple
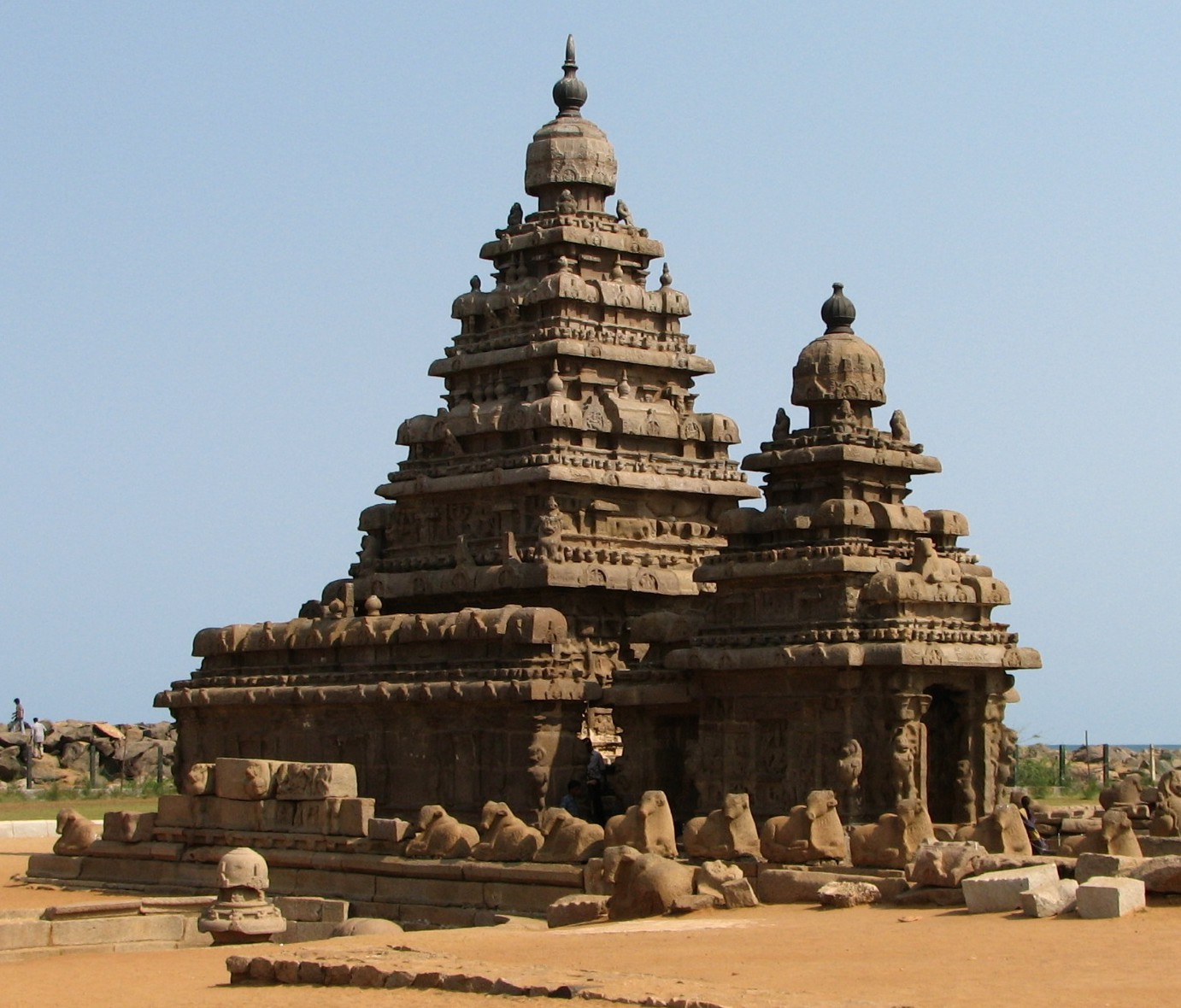
'Conc Raths' a Mahabalipuram
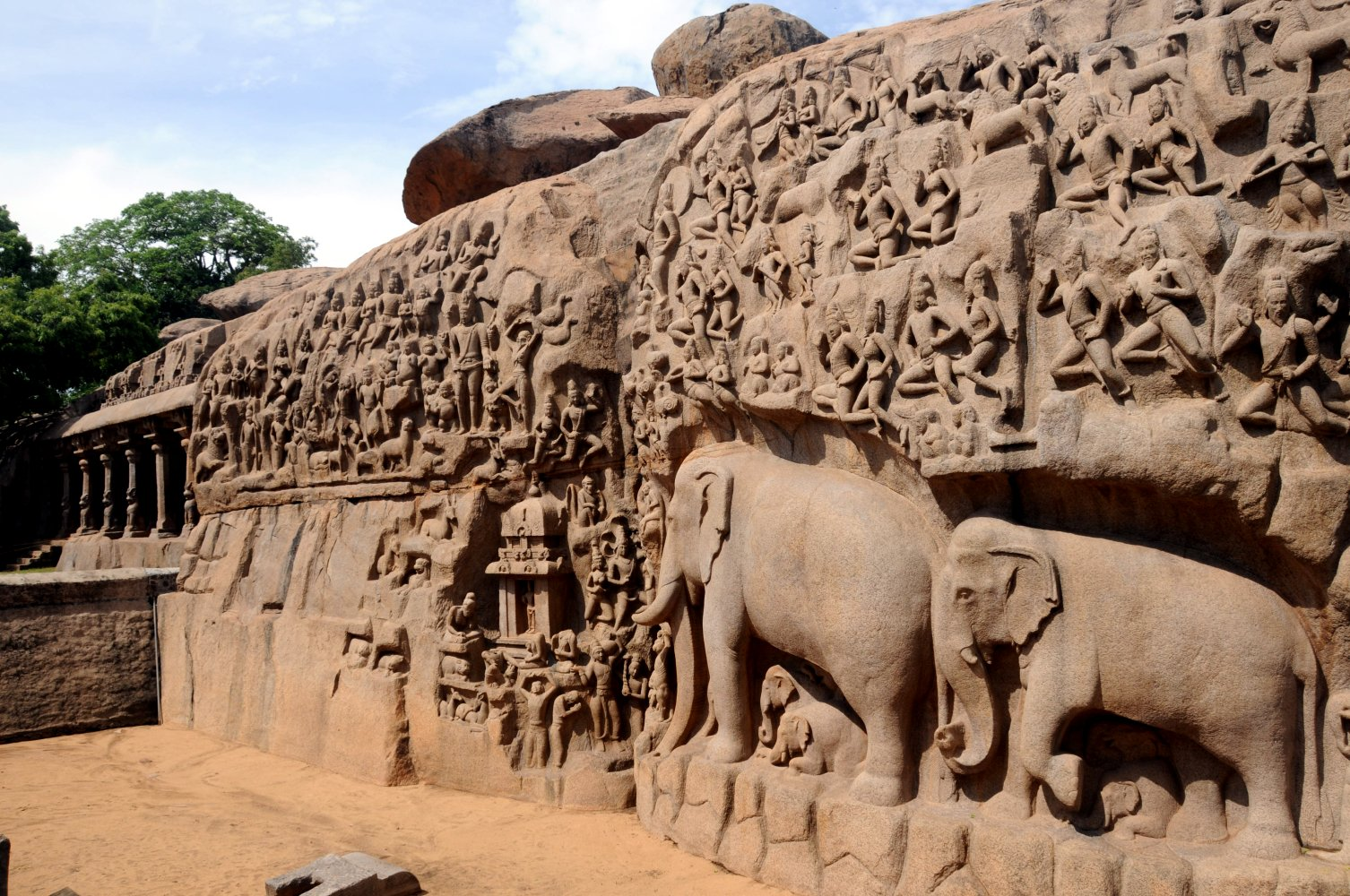
Arjuna
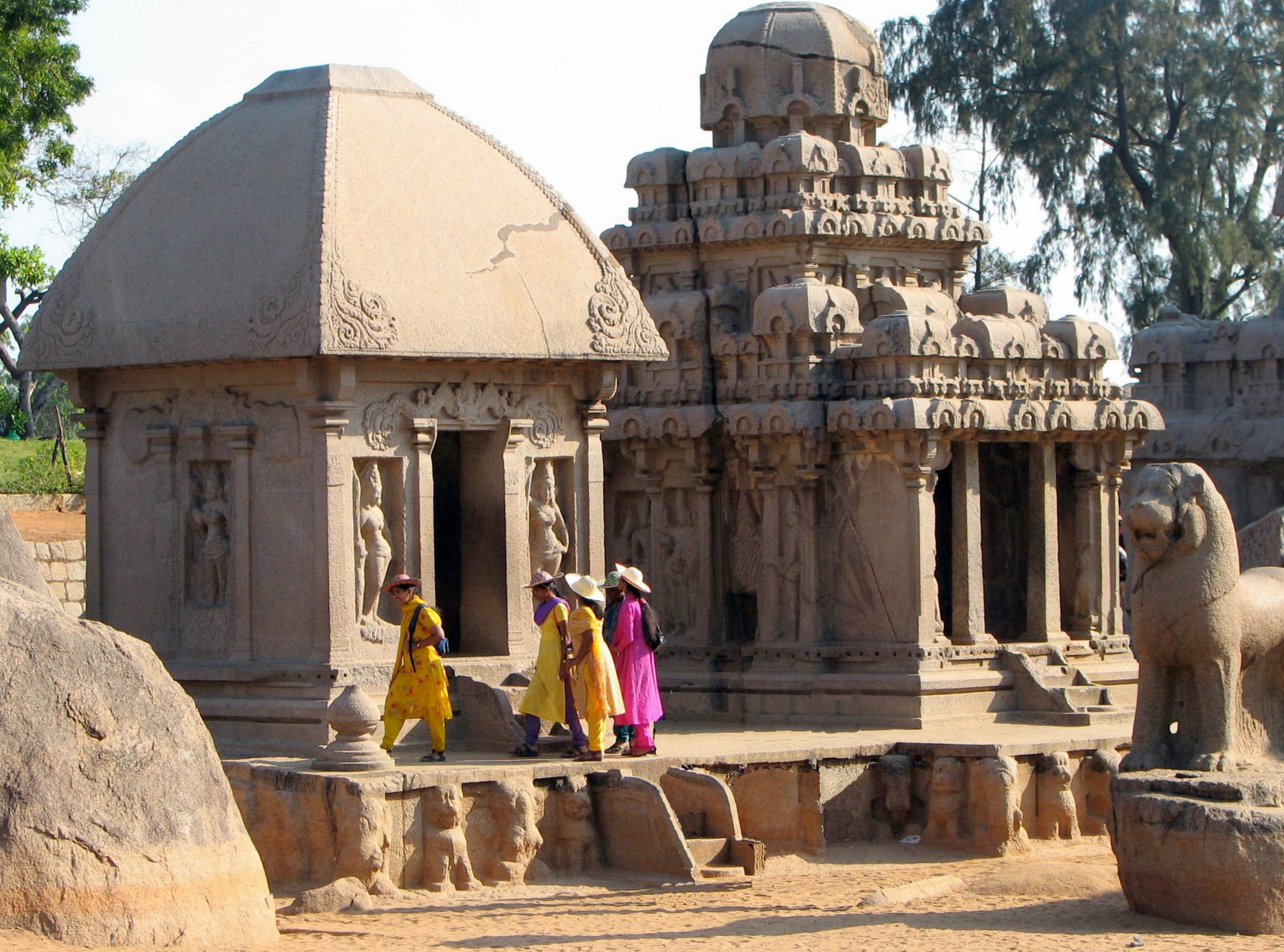
Raths de Draupadi i Arjuna
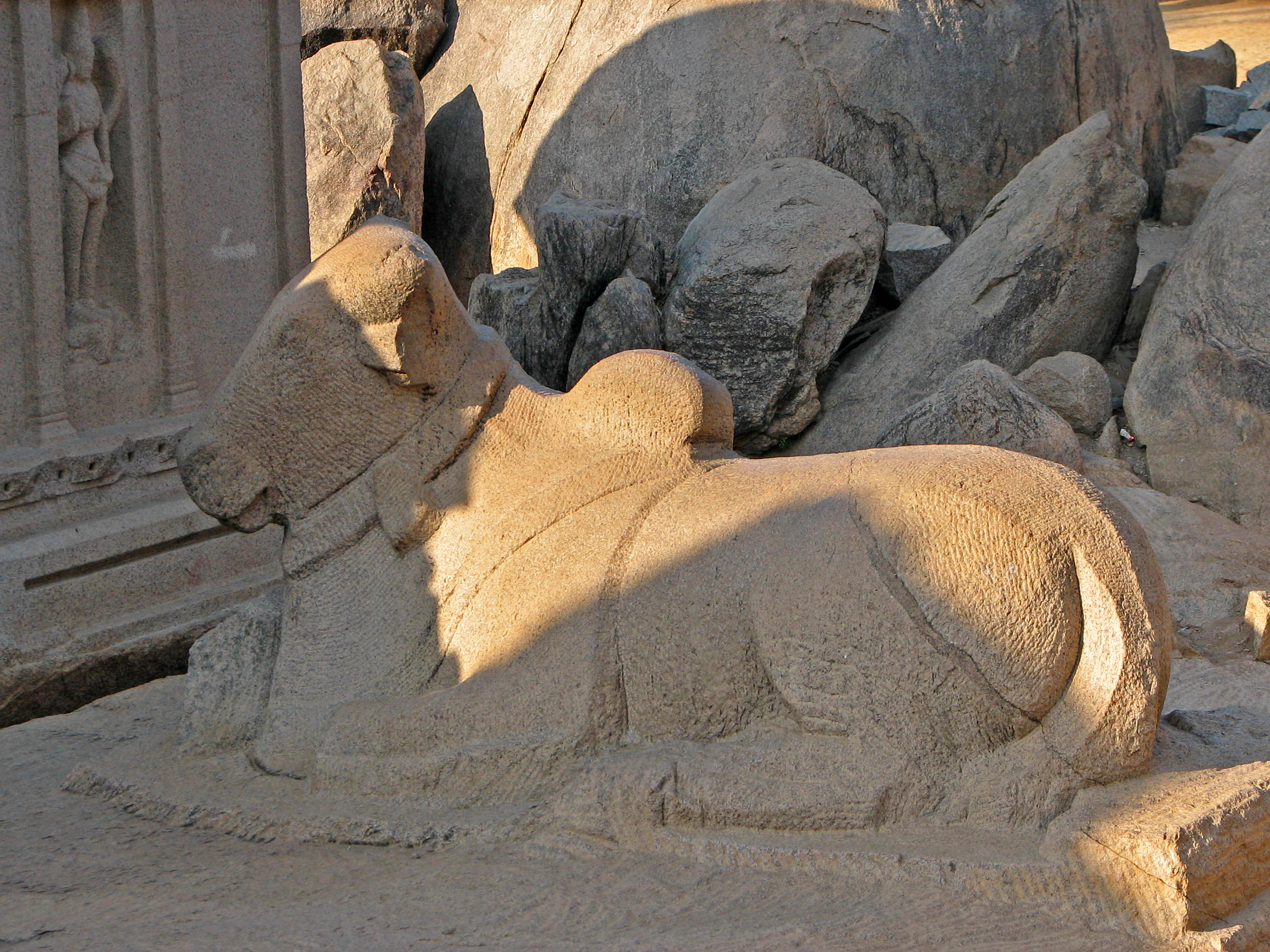
Escultura de Nandi al lloc dels Pancha Raths
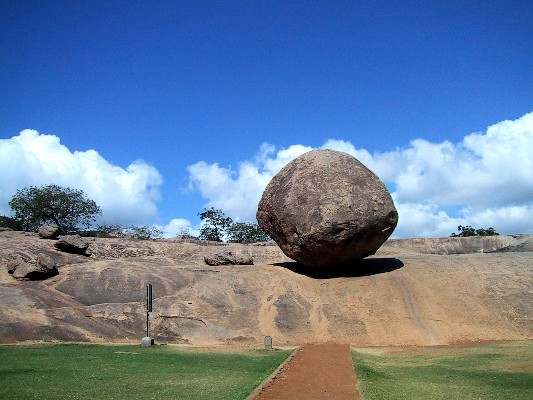
La bola de mantega
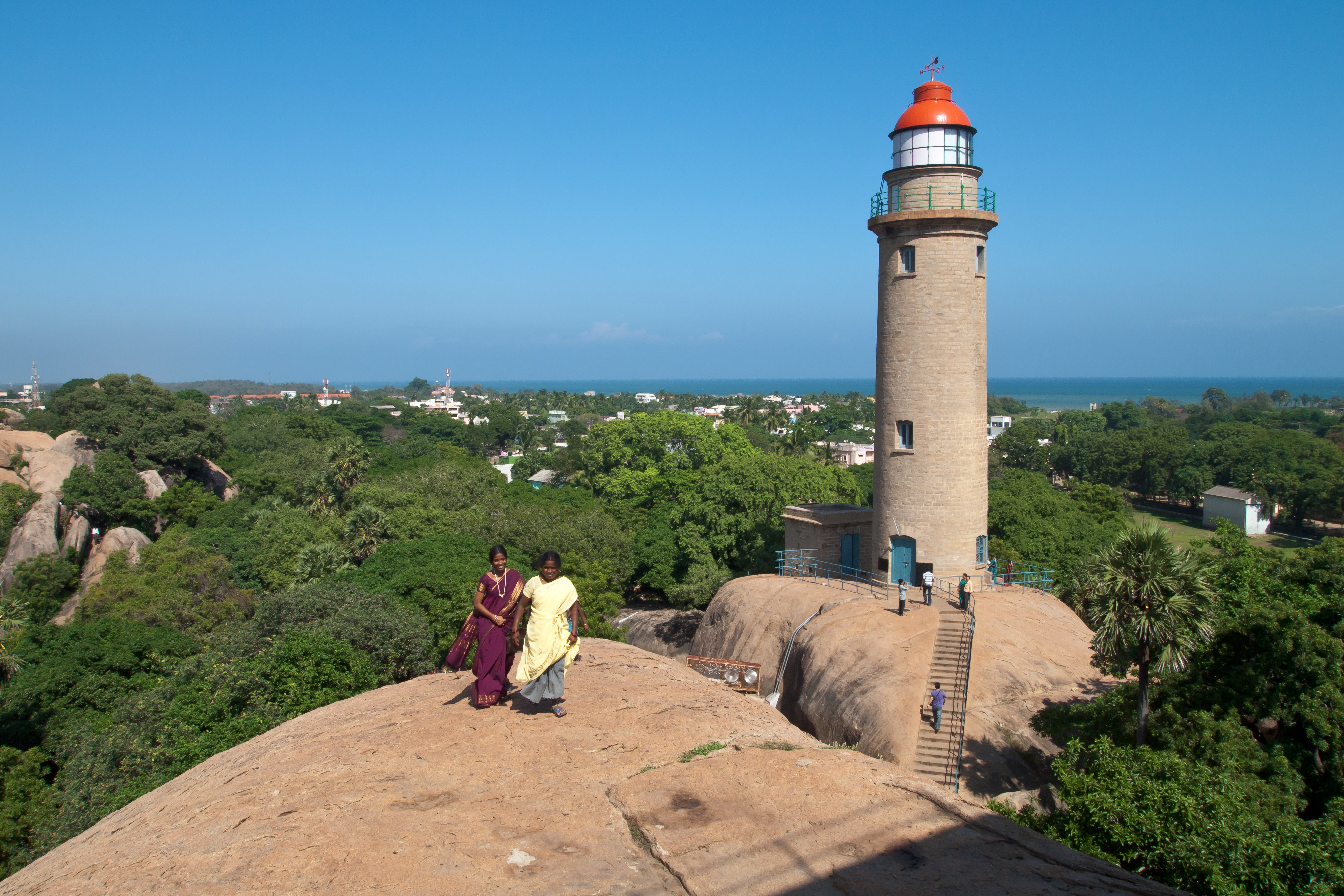
Far
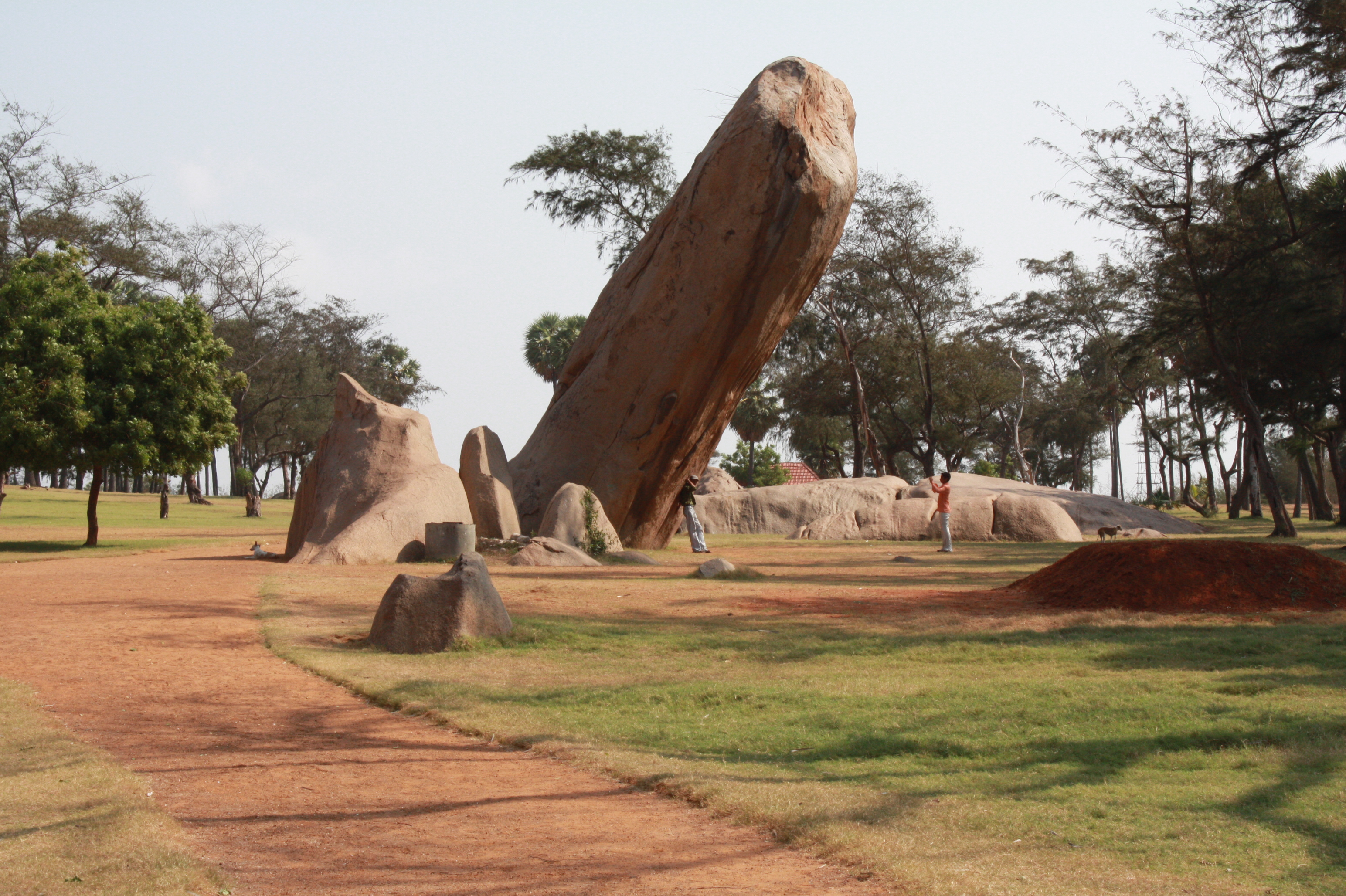
Roques prop de Mamallapuram
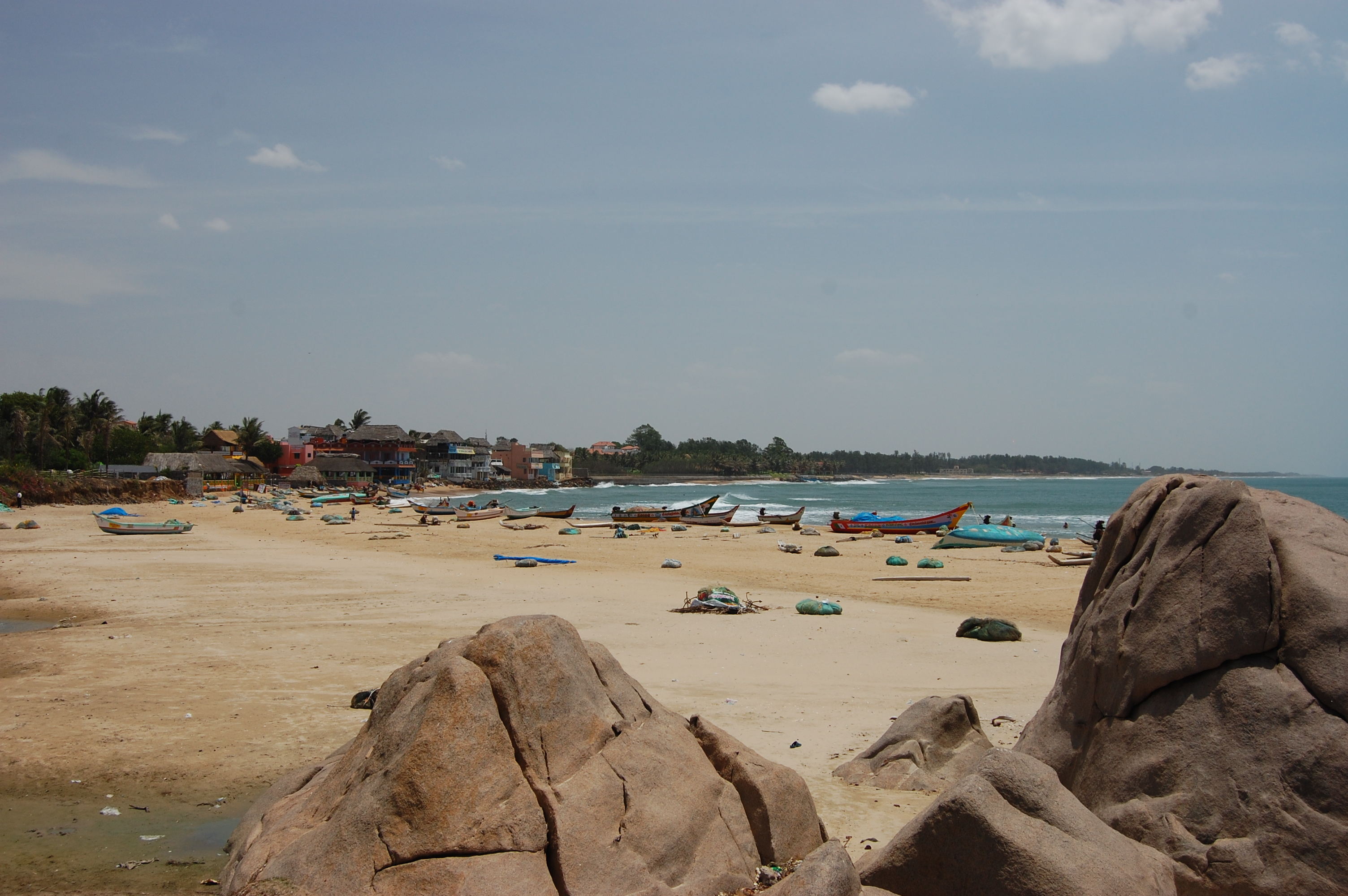
Costa a Mamallapuram
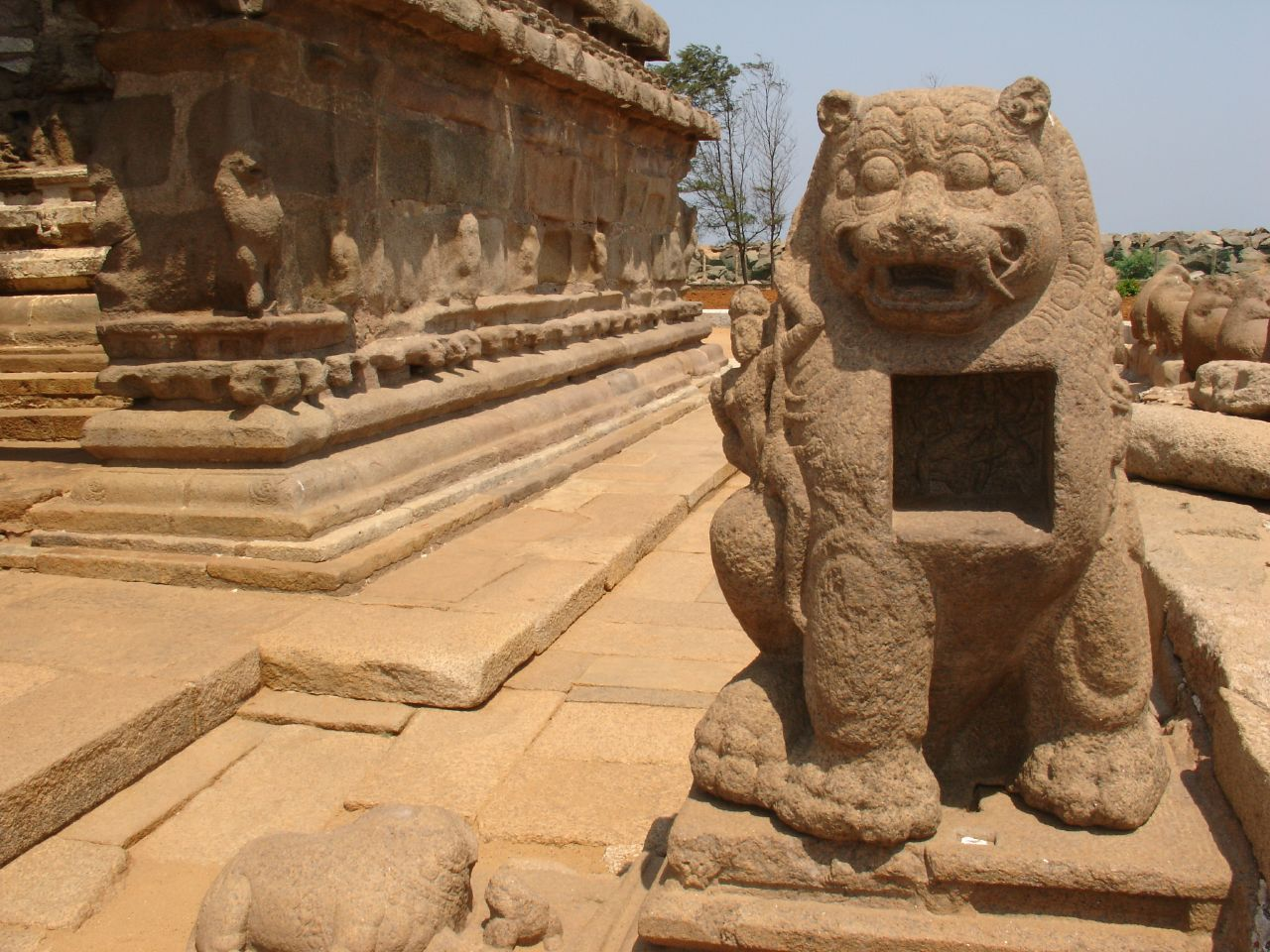
Escultura de pedra a Mamallapuram